# Escut de la Tallada d'Empordà
L'escut oficial de la Tallada d'Empordà té el següent blasonament:
Escut caironat: d'or, una creu grega claviculada rectilínia d'atzur acompanyada de 2 rocs també d'atzur un a cada costat del braç inferior; el peu faixat d'or i de gules de 6 peces partit d'or, 4 pals de gules, sostenint una cinta d'atzur. Per timbre una corona mural de poble.

## Història
Va ser aprovat el 28 de setembre de 1984 i publicat al DOGC l'11 de novembre del mateix any amb el número 486.
L'escut del poble presenta tradicionalment una creu claviculada; els dos rocs a banda i banda provenen de les armes dels Rocabertí, barons de Verges. El castell de la Tallada (del segle xi) va pertànyer als comtes d'Empúries (representats aquí per les seves armes, faixat d'or i de gules), més endavant a la baronia de Verges i, des del 1587, es va veure lligat a la Corona a través de la batllia reial de Verges (representada pels quatre pals de Catalunya).